# Anthony Cáceres
Anthony Cáceres (29 september 1992) is een Australisch voetballer die bij voorkeur als centrale middenvelder speelt. Hij tekende in januari 2016 bij Manchester City, dat hem verhuurde aan Melbourne City.

## Clubcarrière
Op 19 januari 2013 maakte Cáceres zijn opwachting in de A-League in het shirt van Central Coast Mariners tegen Newcastle Jets. Eén jaar later volgde zijn eerste competitietreffer tegen datzelfde Newcastle Jets. In 62 competitieduels maakte hij drie doelpunten voor Melbourne Cty. In januari 2016 tekende de middenvelder bij Manchester City, dat hem verhuurde aan Melbourne City. Op 25 januari 2016 volgde zijn debuut voor zijn nieuwe club tegen Wellington Phoenix.